# The Iron Maidens
The Iron Maidens — американская метал-группа из Лос-Анджелеса, Калифорния, сформированная в 2001 году, «Единственная в мире полностью женская трибьют-группа Iron Maiden». Группа в настоящее время состоит из вокалистки Кирстен Розенберг, басистки Ванды Ортис, барабанщицы Линды Макдональд, гитаристки Кортни Кокс и, начиная с 2010 года, из чередующегося состава гитаристок, исполняющих вторые гитарные партии, включая Ниту Страус, Никки Стрингфилд, Нили Брош и других, все участницы имеют псевдонимы, ссылающиеся на прототипы из Iron Maiden.

## История

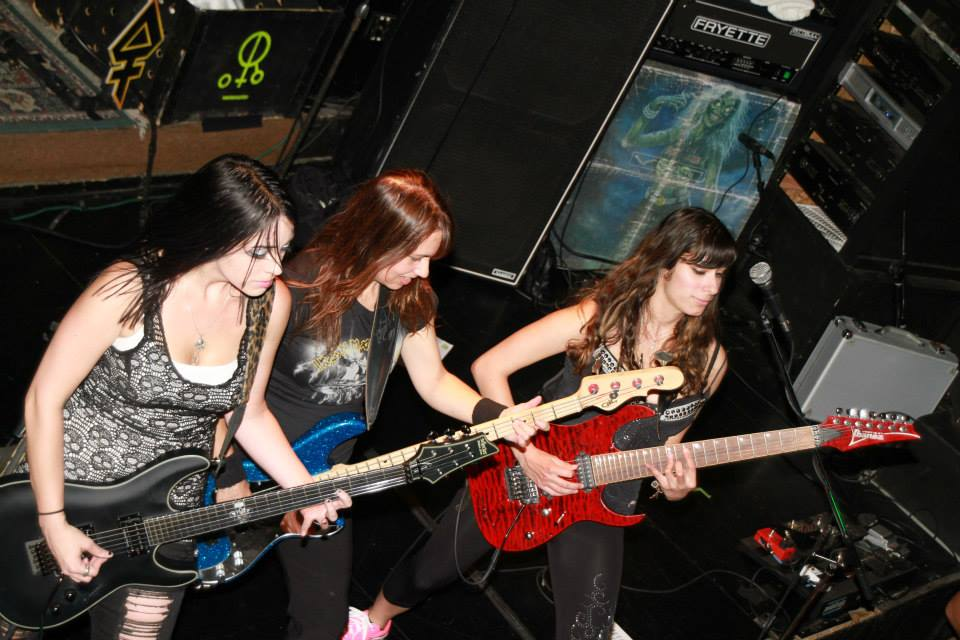
Никки Стрингфилд (слева), Ванда Ортис (в центре), и Нили Брош (справа)

Группа The Iron Maidens была сформирована в июне 2001 года вокалисткой Дженни Уоррен и басисткой Мелани Сиснерос, бывшей участницей трибьют-группы Iron Maiden Wrathchild. Вскоре Линда Макдональд (ударные) и Жозефина Драйвен (гитара), обе из Phantom Blue, и Сара Марш (гитара), присоединились к Уоррен и Сиснерос, сформировав первый состав группы. Сиснерос покинула группу в 2002 году, и была заменена Вандой Ортис.
В 2003 году группа начала работу над своим дебютным альбомом; однако проект был отложен, когда Уоррен объявила о своём уходе из группы, чтобы уделять больше времени личной и семейной жизни. После ухода Уоррен новая вокалистка Айа Ким дебютировала в группе и помогла им завершить альбом (World’s Only Female Tribute to Iron Maiden), который был выпущен в июне 2005 года
После выхода альбома Дрейвен покинула группу. В феврале 2007 года Эстер Бейкер присоединилась к группе заменив Дрейвен. В мае группа выпустила свой второй альбом Route 666, в котором принял участие приглашённый гитарист Motorhead Фил Кэмпбелл.
Летом 2008 года Эстер Бейкер и Айа Ким покинули группу, чтобы заняться сольными карьерами, их заменили гитаристка Кортни Кокс и вокалистка Кирстен Розенберг (из кавер-группы HighWire, Мэриленд).
 В январе 2010 года Марш из-за проблем со здоровьем снялась с тура в Японии и больше не возвратилась в группу. Бейкер вернулась в группу, чтобы временно заместить Марш на нескольких концертах.
В августе 2010 года группа выпустила DVD их японского тура 2010 года, под названием Metal Gathering Tour Live in Japan 2010.

## Дискография

### Альбомы
- World's Only Female Tribute to Iron Maiden (2005)
- Route 666 (2007)
- The Root of All Evil (2008)

### Видео
- Metal Gathering Tour Live in Japan 2010 (2010)

## Состав
В настоящее время
- Кирстен Розенберг (en:Kirsten Rosenberg) («Bruce Chickinson») — вокал
- Нита Страусс (en:Nita Strauss) («Mega Murray») — гитара[4]
- Никки Стрингфилд (Nikki Stringfield) («Mega Murray») — гитара[4] [ Before the Mourning ]
- Кортни Кокс (Courtney Cox) («Adriana Smith») — гитара
- Ванда Ортис (en:Wanda Ortiz) («Steph Harris») — бас & вокал
- Линда Макдональд (en:Linda McDonald) («Nikki McBurrain») — ударные & вокал

Страусс и Спрингфилд переменно исполняли партии Дэва Мюррея.
Бывшие участницы
- Мелани Сиснерос (en:Melanie Sisneros) («Steve Heiress»)[16] — бас
- Дженни Уоррен (en:Jenny Warren) («Bruce Chickinson») — вокал
- Джоджо Дрейвен (en:Jojo Draven) («Adrienne Smith») — гитара
- Айа Ким (en:Aja Kim) («Bruce Lee Chickinson»)[17] — вокал
- Элизабет Шалл en:Elizabeth Schall («Adrianne Smith» and «Deena Murray») — гитара
- Сара Марш (Sara Marsh) («Mini Murray») — гитара
- Эстер Бейкер (en:Heather Baker) («Dee Murray» and «Adrienne Smith») — гитара